# 岩戸町 (岡崎市)
岩戸町（いわとちょう）は、愛知県岡崎市の町名である。丁番を持たない単独町名であり、14の小字を設置されている。

## 地理
岡崎市の地理的中央部に位置する。町内には乙川が流れている。住宅地・水田が河川沿岸に形成されている。その他は森林である。町域内に小字が配されているが、丁番は振られていない。

### 小字
| - 字植田（うえだ） - 字大久後（おおくご） - 字小原（おばら） - 字北貝戸（きたがいど） - 字下平（しもだいら） | - 字下屋名平（しもやなだいら） - 字平田（たいらた） - 字百々（どうど） - 字仲沢（なかざわ） - 字西野下（にしのした） | - 字橋詰（はしづめ） - 字飛井内口（ひいないぐち） - 字ブク田（ぶくた） - 字堀合（ほりあい） |

## 世帯数と人口
2019年（令和元年）5月1日現在の世帯数と人口は以下の通りである。
| 町丁   | 世帯数 | 人口 |
| ------ | ------ | ---- |
| 岩戸町 | 32世帯 | 83人 |

### 人口の変遷
国勢調査による人口の推移
| 1995年（平成7年）  | 108人 | [ 5 ] |  |
| 2000年（平成12年） | 101人 | [ 6 ] |  |
| 2005年（平成17年） | 103人 | [ 7 ] |  |
| 2010年（平成22年） | 132人 | [ 8 ] |  |
| 2015年（平成27年） | 77人  | [ 9 ] |  |

## 小・中学校の学区
市立小・中学校に通う場合、学区は以下の通りとなる。
| 番・番地等 | 小学校             | 中学校             |
| ---------- | ------------------ | ------------------ |
| 全域       | 岡崎市立秦梨小学校 | 岡崎市立河合中学校 |

## 歴史
1889年10月1日に新設合併で茅原沢村、岩戸村、古部村、才熊村、秦梨村、須淵村、生平村、切越村、蓬生村で合併し、河合村となった。
1955年2月1日に岩津町、福岡町、本宿村、山中村、藤川村、竜谷村、河合村、常磐村の残部が岡崎市に編入された。

### 史跡
- 岩戸城跡

## 交通
- 愛知県道35号岡崎設楽線（作手街道）

## 施設
- 正蔵寺
- 東照寺
- 神明宮

## その他

### 日本郵便
- 郵便番号 : 444-3344[3]（集配局：岡崎郵便局[11]）。

## 参考資料
- 「角川日本地名大辞典」編纂委員会 編『角川日本地名大辞典 23 愛知県』角川書店、1989年3月8日。ISBN 4-04-001230-5。
- 有限会社平凡社地方資料センター 編『日本歴史地名体系第23巻 愛知県の地名』平凡社、1981年。ISBN 4-582-49023-9。